# Jean-Baptiste Le Dauphin
Jean-Baptiste Le Dauphin, dit Le Vengeur, né en 1774, mort le 24 juillet 1799 à Dompierre-du-Chemin, fut un chef chouan de la Mayenne et de l'Ille-et-Vilaine durant la Révolution française.

## Biographie
Il est le fils du régisseur du château de la Hautonnière, situé à Fougerolles-du-Plessis. La famille y habite avec sa femme et leurs huit enfants. C'est une famille royaliste qui est inquiétée au commencement de la Révolution. Ils restent à cette époque au château uniquement les parents Le Dauphin et deux de leurs filles.
Jean-Baptiste, qui a étudié pour être ecclésiastique, est réquisitionné par l'armée. Soupçonnant que les prêtres et les royalistes trouvent refuge au château de la Hautonnière, le père Le Dauphin est plusieurs fois menacé par les républicains.
Le matin du 17 juin 1795, des faux-chouans arrivent au château. Le Dauphin ne se laisse pas berner. Le 21 juin, les patriotes reviennent au château se venger. Ils massacrent Mme Le Dauphin et une de ses filles. Jean-Baptiste Le Dauphin rejoint alors les Chouans sous le nom de Le Vengeur. Il est à la tête d'une troupe assez nombreuse autour de Fougerolles-du-Plessis et d'Ernée. Au cours d'un affrontement, il trouve refuge au château de Montflaux.
Intercepté par les républicains de la garnison de Fougères, il est tué au Combat de Dompierre-du-Chemin, en compagnie d'une dizaine d'autres chouans.

« La nuit suivante, du 6 au 7, environ cent quatre-vingts hommes de Fougères, de La Bazouges-du-Désert et du Loroux, se réunirent et poursuivirent ces ennemis de l'ordre et de la paix jusque sur la commune de Dompierre-des-Landes, où ils les ont battus, tué plusieurs chefs, du nombre desquels est un nommé Alphonse Dauphin. »

— Rapport de Lotton, du Loroux, au commissaire général Baymé

« Dans cette dernière affaire, un détachement de la garnison de Fougères, composé de quelques grenadiers et de la colonne mobile, y a fait des prodiges de valeur. On a tué aux chouans dix à douze hommes, dont deux chefs. Un d'eux a été reconnu pour être Alphonse Dauphin, dit Le Vengeur, de Montaudin. »

— Rapport de Paturel, commissaire du directoire exécutif du canton de Parcé, au département.

Une stèle, se trouve près de l'étang de la Hautonnière et porte l'inscription : Ici fut massacrée le 21 juin 1795 la famille de Jean Baptiste Le Dauphin dit 'Le vengeur, chef chouan. 1774-1799.

## Sources et bibliographie
- Jacques Duchemin Descepeaux, Lettres sur l'origine de la Chouannerie et sur les Chouans die Bas-Maine, Vol. 2, chap. XXXI; p. 327 à 344 et p. 272, 298, éd. Imprimerie Royale, 1827
- Dictionnaire des chouans de la Mayenne, de Hubert La Marle, Association du souvenir de la chouannerie mayennaise, imp. de la manutention, Éditions régionales de l'Ouest, Mayenne, 2005